# Феруцано
Феруца̀но (на италиански: Ferruzzano) е село и община в Южна Италия, провинция Реджо Калабрия, регион Калабрия. Разположено е на 476 m надморска височина. Населението на общината е 725 души (към 2012 г.).